# 10367 Sayo
A 10367 Sayo (ideiglenes jelöléssel 1994 YL1) a Naprendszer kisbolygóövében található aszteroida. Kobajasi Takao fedezte fel 1994. december 31-én.